# Gazeta Shqiptare
Gazeta Shqiptare är en oberoende albanskspråkig tidning, äldst av sitt slag som ges ut i Albanien. Den gavs ut för första gången 1927 men upphörde 1939 då Italien anföll Albanien. Tidningens namn togs åter upp 1993 med en upplaga på 9 677 exemplar i början av 2000-talet.